# Administrative Science Quarterly
Administrative Science Quarterly (popularny skrót: ASQ) to kwartalnik z zakresu zarządzania i teorii organizacji wydawany na Cornell University. Należy do pięciu najczęściej cytowanych periodyków naukowych z tej dyscypliny. Publikuje artykuły oparte zarówno o metody ilościowe jak i metody jakościowe, także z różnych paradygmatów. Redaktorem naczelnym pisma jest Donald A. Palmer z University of California, Davis. 
Ponieważ publikacja w ASQ jest w USA poważną przesłanką w procedurze ubiegania się o tenure, publikacja w tym journalu jest bardzo trudna (na każde zgłoszone 100 artykułów ukazuje się zaledwie kilka). Zdaniem niektórych europejskich naukowców ASQ faworyzuje badania amerykańskich organizacji i amerykański styl pisania. Jak dotąd w ASQ nie ukazał się artykuł autorstwa naukowca z polskiej uczelni.